# France Adine
France Adine, pseudonyme de Cécile Vandromme, née le 31 août 1890 à Esen et morte le 19 mars 1977 à Bruxelles, est une écrivaine belge de langue française.

## Biographie
Cécile Vandromme est une écrivaine francophone, liée à une famille aux racines profondément flamandes. Sa mère, Marguerite Rodenbach, est issue de la famille de brasseurs Rodenbach à Roeselare et liée à l'écrivain et figure de proue flamand Albrecht Rodenbach. Cependant, la langue de la famille Vandromme restait le français. 
Cécile reçoit une éducation classique axée sur les langues, l'histoire et la musique. Elle parle couramment le français, l'italien et l'anglais. Elle épouse Jules Coucke et a une fille, dont la famille reste en Angleterre pendant la Première Guerre mondiale. En 1919, ils reviennent à Bruxelles.
Cécile Vandromme, bien que mariée, est une femme indépendante, qui développe sa propre carrière d'écrivain, est critique envers son environnement bourgeois. Chaque jour, elle consacre la matinée à l'écriture, l'après-midi à la vie bourgeoise et le soir au théâtre ou aux concerts. 
Son œuvre est habituellement basée sur des faits historiques. Les valeurs et les normes de la société décrite sont invariablement remises en question. Ses histoires se déroulent dans les régions qu'elle connait : la côte belge, l'Angleterre et le Pays basque. 
Le point culminant de sa carrière d'écrivaine est la période de l'entre-deux-guerres. Après la Seconde Guerre mondiale, il lui devient difficile de s'adapter à une société qui change rapidement. 
Son lectorat était principalement féminin.  Pendant des années, elle a également eu une chronique régulière dans le magazine féminin Femmes d'aujourd'hui.

## Œuvres
- La Coupe de Syracuse, 1929
- Le Maître de l'aube, 1930
- La Cité sur l’Arno, 1931
- Le Royaume de Saül, 1932
- La Madone aux chérubins, 1934
- Eve et le Phénix, 1934
- Jean-Luc, Claudette et leur amie, 1934
- Sirènes, 1936 (lire en ligne)
- La Bulle d'or, 1937
- Leurs héritiers, 1937
- Noël en Flandre, 1940 (avec des dessins d'Elisabeth Ivanovsky)
- Panchiko, 1941
- L'Inspiratrice, 1943
- Loremendi ou le Livre de son choix, 1943 (réédition Uccle, Belgique, Éditions Névrosée, coll. « Femmes de lettres oubliées », 2019, 262 p. (ISBN 978-2-931048-24-5))
- Iziar, 1944
- Les Justiciers, conte de Noël, 1945
- L'Échiquier, 1946
- L'Histoire de Fleurette, 1946
- Noël en Flandre : conte du XVIIe siècle, 1946
- Les Clos des sorbiers, 1946
- Véronique, 1949
- Nigelle des dunes, 1951
- Le rouet qui filait tout seul, 1953
- Marie du Zwyn, 1954
- Contes de neige et de soleil, 1956
- Le Grand Saint-Jacques, 1957
- Le Signe du griffon, 1960
- Odette ou le Bonheur en ménage, 1962
- Tosca Naddi, 1963
- Dans la main des dieux, 1965
- Cherche-Bruit, 1966
- Diane et le Faune, 1970
- La Dryade au château, 1973
- Marie-Victoire, 1974
- Le Quatuor de Chartwell, 1975

## Prix
- 1931 : prix de la Renaissance du Livre pour La Cité sur l'Arno
- Prix de la Côte Basque
- Prix des Scriptores Catholici
- 1935 :  prix Marie de Wailly (Académie féminine des Lettres)
- 1941-1943 : prix Triënnal du Roman pour Panchiko
- 1962 :  prix Montyon de l'Académie française pour Le Signe du Griffon et Panchiko[1]

## Source de la traduction
- (nl) Cet article est partiellement ou en totalité issu de l’article de Wikipédia en néerlandais intitulé « France Adine » (voir la liste des auteurs).